# Третий лишний (телесериал)
«Третий лишний» (англ. Ted) — комедийный сериал, созданный Сетом Макфарлейном. Является приквелом фильма «Третий лишний». Премьера первого сезона сериала состоялась 11 января 2024 года на сервисе Peacock. Режиссер Сет Макфарлейн подтвердил 2-й сезон и он был уже снят.

## Сюжет
Действие сериала происходит в 1993-94 годах. Плюшевый медвежонок Тед живет вместе с Джоном Беннетом и его семьей во Фрамингеме, штат Массачусетс. Тед вынужден посещать школу вместе с Джоном, что приводит к различным неприятностям.

## В ролях
- Сет Макфарлейн — Тед
- Макс Буркхолдер — Джон
- Аланна Юбак — Сюзан, мать Джона
- Скотт Граймс — Мэтти, отец Джона
- Джорджия Уигем — Блэр, кузина Джона

## Список эпизодов

### Сезон 1 (2024)
| № общий | № в сезоне | Название                                                              | Режиссёр       | Автор сценария           | Дата премьеры  | Зрители в США (млн) |
| ------- | ---------- | --------------------------------------------------------------------- | -------------- | ------------------------ | -------------- | ------------------- |
| 1       | 1          | «Просто скажи „Да“» «Just Say Yes»                                    | Сет Макфарлейн | Сет Макфарлейн           | 11 января 2024 | TBA                 |
| 2       | 2          | «Два моих бати» «My Two Dads»                                         | Сет Макфарлейн | Пол Корриган и Брэд Уолш | 11 января 2024 | TBA                 |
| 3       | 3          | «Дисфункция катапульты» «Ejectile Dysfunction»                        | Сет Макфарлейн | Дэна Гулд                | 11 января 2024 | TBA                 |
| 4       | 4          | «Метро, велосипедом, автомобилем» «Subways, Bicycles and Automobiles» | Сет Макфарлейн | Джон Поллак              | 11 января 2024 | TBA                 |
| 5       | 5          | «Отчаянный поиск Сьюзен» «Desperately Seeking Susan»                  | Сет Макфарлейн | Сет Макфарлейн           | 11 января 2024 | TBA                 |
| 6       | 6          | «Громкая ночь» «Loud Night»                                           | Сет Макфарлейн | Джулиус Шарп             | 11 января 2024 | TBA                 |
| 7       | 7          | «У него должно быть это» «He's Gotta Have It»                         | Сет Макфарлейн | Пол Корриган и Брэд Уолш | 11 января 2024 | TBA                 |

## Критика
На сайте Rotten Tomatoes сериал имеет 71 % «свежести» на основе 38 рецензий кинокритиков. На сайте Metacritic сериал имеет 51 балл из 100 возможных, что указывает на «смешанные или средние отзывы» на основе 18 рецензий.